# Myrmotherula brachyura
Myrmotherula brachyura là một loài chim trong họ Thamnophilidae.